# ガーター勲章
ガーター勲章（ガーターくんしょう、英: Order of the Garter）は、1348年にエドワード3世によって創始された、イングランドの最高勲章。正式なタイトルは“Most Noble Order of the Garter”（最も高貴なガーター勲章）。グレートブリテン及び北アイルランド連合王国（イギリス）の栄典においても騎士団勲章（order）の最高位であるが、全ての勲章・記章の中ではヴィクトリア十字章とジョージ・クロスが上位に位置付けられている。
騎士団勲章は本来、その騎士団の一員になるという意味を持っており、一般に勲章と呼ばれる記章はその団員章である。ガーター騎士団員の称号は男性が“Knight of the Garter”、女性が“Lady of the Garter”で、騎士のポスト・ノミナル・レターズはそれぞれ“KG”および“LG”と表記される。
モットーは“Honi soit qui mal y pense”（悪意を抱く者に災いあれ）で、勲章にもその文字が刻印されている。勲章の大綬の色がブルーであるため、「ブルーリボン」とも呼ばれている。

## 構成

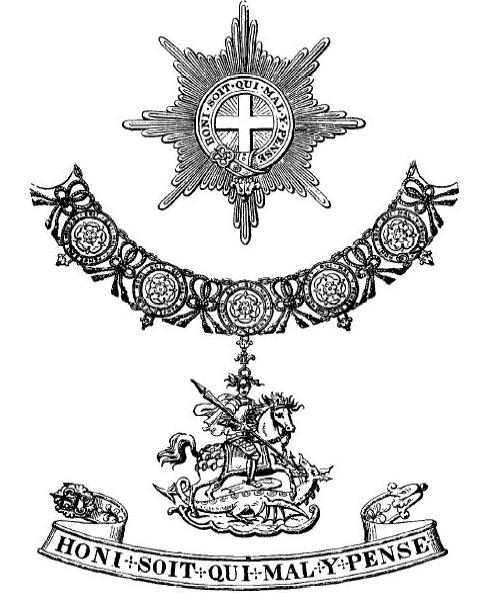
星章、頸飾およびガーター

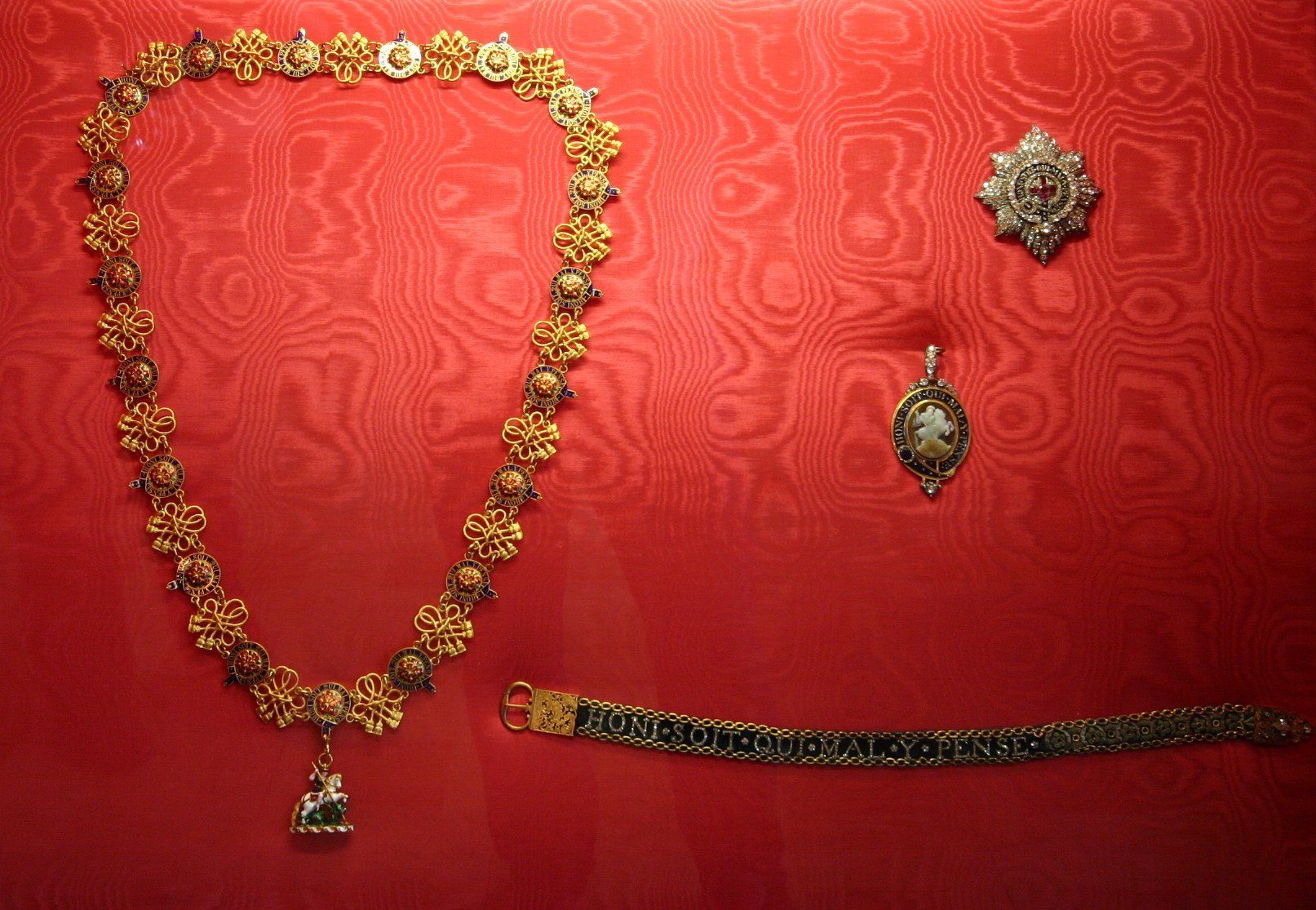
ガーター（右下）、頸飾（左）、星章（右上）、大綬章（右中：これにブルーの大綬が付く）。

一般にガーター勲章と呼ばれるものは、以下の物で構成されている。
- ガーター
- 黄金の頸飾とその先端に付ける記章（The George）
- 大綬章
- 星章

また特別な物として、歴代の国王や王妃が晩餐会等で佩用する大綬章の正章としてカメオにダイヤモンドを散りばめた物や、チャールズ3世やロイヤルファミリーが同じく晩餐会等で佩用するルビー星章も存在する。ガーターにはブルーの生地に金の刺繍が施され、その中央部にエドワード3世が述べたとされる“Honi soit qui mal y pense”（悪意を抱く者に災いあれ、中世フランス語）の文字が記されている。着用する場合は男性の団員は左ひざに、女性の団員は左腕につける。
黄金の頸飾にはランカスター家の赤バラとヨーク家の白バラを合わせたテューダー・ローズがテューダー朝成立後から使用されている。また、頸飾の先端の記章は白馬に乗って竜を退治する聖ジョージの姿がかたどられている。
正章でアレッサー・ジョージは左肩から右の腰に斜めがけする大綬の結び目の下につり下げられ、ガーターを模した楕円の記章の中に、頸飾の記章と同じく聖ジョージの姿が透かし彫りされている。大綬章が17世紀に制定されたことでガーター勲章は現在の形態を確立した。
また正装用にビロードのマント（ガーター・ローブ）と羽飾り帽子、真紅のフードがあり、これらを着用したうえでガーター、頸飾、星章を佩用するのが騎士団の正装である。大綬章は正装時には佩用しないのが慣習である。正装はガーター・セレモニーや戴冠式など限られた場面でのみ用いられている。燕尾服のような通常の正装時は、大綬章と星章とガーターを佩用するのが一般的だが、状況や個人によって異なる。
星章は他の勲章と同様に左肋に付ける。大綬章は一般の勲章が右肩から左腰に掛けるのに対し、ガーター勲章は左肩から右腰に掛ける。チャールズ2世が大綬章を制定した直後にはガーター勲章も右肩から左腰に掛けていたが、当時9歳だったチャールズ2世の庶子、初代リッチモンド公チャールズ・レノックスが誤って左肩から右腰に掛けて公式の場に現われたのをきっかけに、チャールズ2世がこれを正式な佩用方法に定めたという。その後、この習慣は他国にも広がり、スコットランドの最高勲章であるシッスル勲章やプロイセンの黒鷲勲章、日本の功一級金鵄勲章等その国の特別な勲章が他の勲章との差別化のために左肩から右腰に掛けられるようになった。
勲章一式は受章者が死亡すると王室へ返還するしきたりであるが、王室の許可を得れば星章や大綬章などは複製を自費で作成して所有することができ、遺族がそれを相続することもできる。したがって、ガーター勲章の実物が市場に出回ることは有り得ないはずであるが、外国の君主等に対して授与された勲章の中には、革命やクーデターのような政変による混乱により流出し、回収できなかったものが存在するともいわれている。1976年（昭和51年）、その真正品とされるものが日本の百貨店によって売り出されて問題になった。英国王室からの抗議で販売は中止され、当該勲章の真贋を含め、そのような事態になった経緯について調査が行なわれた。
- 大綬と星章を付けたイング男爵ピーター・イング元帥（2007年9月22日撮影）
- 大綬をかけ、ガーターを左腕に佩用した英国女王ヴィクトリア女王の肖像画。
- 大綬をかけ、星章を佩用した英国女王エリザベス2世
- ガーター騎士団正装用のマントと羽飾り帽子

## 騎士団の儀式

### ガーターセレモニー（叙任）

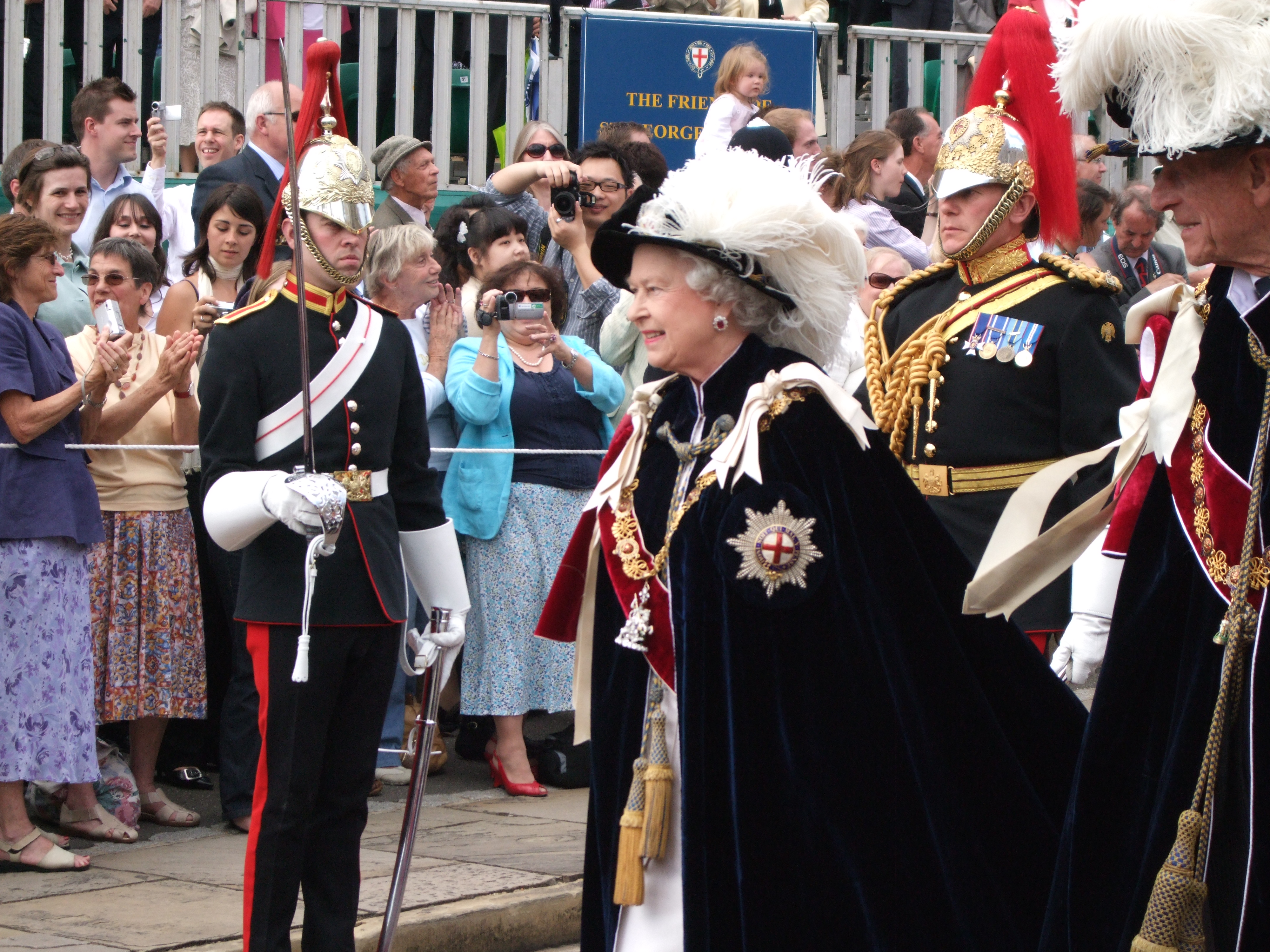
2008年6月16日、セント・ジョージ・チャペルまで行進するガーター騎士団の正装姿の女王エリザベス2世。

1948年以来、6月にウィンザー城で行われる例会は、ガーターセレモニー（Garter Ceremony）、またガーター・サーヴィス（Garter Service）と呼ばれている。その年に新たに叙任される勲爵士があれば、ウィンザー城の「玉座の間」において叙任式が開かれる。儀式には紋章院総裁たるノーフォーク公以下の紋章官たちも出席し、ガーター主席紋章官（Garter Principal King of Arms）が中心となって行事は行われる。
新たに勲爵士となる者は、既に勲爵士となっている2名から紹介を受けるのが慣例となっている。例えば、1954年にアンソニー・イーデン外相（当時。翌年に首相）が叙された際にはウィンストン・チャーチル首相（当時。1953年叙勲）と初代モントゴメリー子爵バーナード・モントゴメリー（1946年叙勲）が、1992年に元首相のエドワード・ヒースが叙された際には第6代キャリントン男爵ピーター・キャリントン（1985年叙勲。元外相）とキャラハン男爵ジェームズ・キャラハン（1987年叙勲。元首相）がそれぞれ紹介役をつとめた。
叙任式ではまず、ガーター主席紋章官とアッシャーが新勲爵士を連れて「玉座の間」に入る。続いて、新勲爵士が2名の騎士に伴われて君主の前に導かれる。新勲爵士は君主の前に歩み出て、君主から小姓に渡されたガーターを小姓が勲爵士の左膝（女性の場合は左腕）に着け、次いで君主自ら大綬章を掛け、星章を左胸に着ける。そして紹介者がガーターローブをかぶせ、最後に頸飾を掛け君主と握手をして正式にガーター勲爵士となる。
叙任式が終わると、正装姿の騎士団員たちが、新しく叙された者を先頭にセント・ジョージ・チャペルまで行進する。隊列は、ウィンザー城代を先頭に、「ウィンザー城代、ミリタリー・ナイト・オブ・ウィンザー、紋章官、騎士団員、王族、騎士団員役職者、国王とその配偶者、ヨーマン・オブ・ザ・ガード」の順で並ぶ。この行進は公開であり、観光客も見物することができる。

### バナー、ヘルメット、プレート

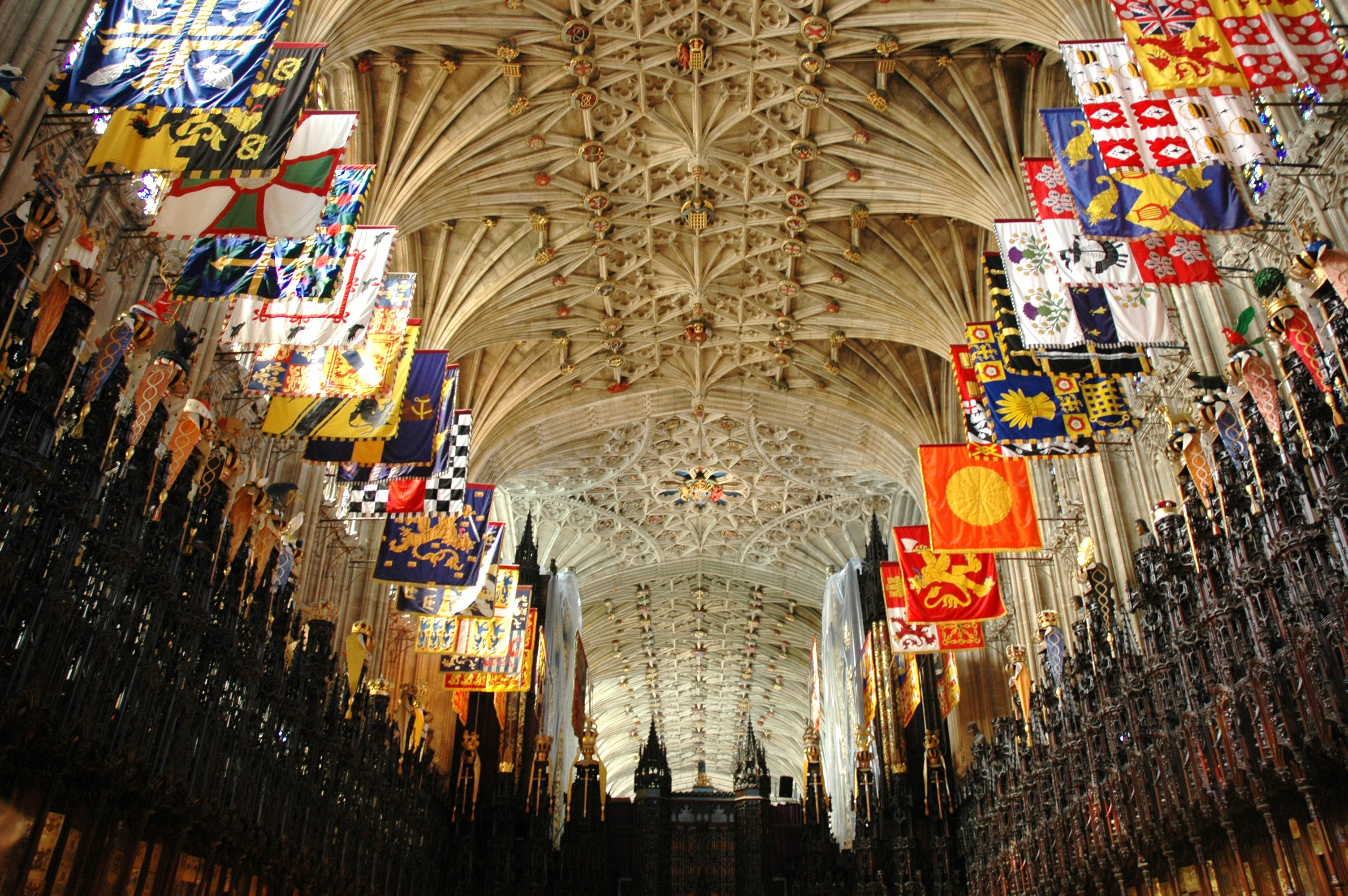
ウィンザー城の聖ジョージ礼拝堂に掲げられたガーター勲爵士のバナー。右後方に、皇室の菊花紋章が見える。

城内の聖ジョージ礼拝堂にはガーター勲爵士のバナーが掲げられ、騎士の世界を象徴するように剣とクレスト（羽根飾り）を着けたヘルメット、プレートと呼ばれる勲爵士の紋章と名前が刻まれたものが飾られている。これらは勲爵士が死去すると翌年の聖ジョージの日（4月23日）に追悼式が行われてプレート以外は取り外される。
死亡以外でも反逆した臣下や敵国となった国の君主は勲爵士の地位を剥奪され、バナーが撤去される。反逆した臣下の剥奪例は古くから存在し、エリザベス朝期には第8代ノーサンバーランド伯爵ヘンリー・パーシーや第4代ノーフォーク公爵トマス・ハワードなどの騎士団員がその座を剥奪されている。
20世紀に入り、敵国君主のバナー撤去が行われるようになった（後述）。

## 歴史

### ガーター騎士団の誕生

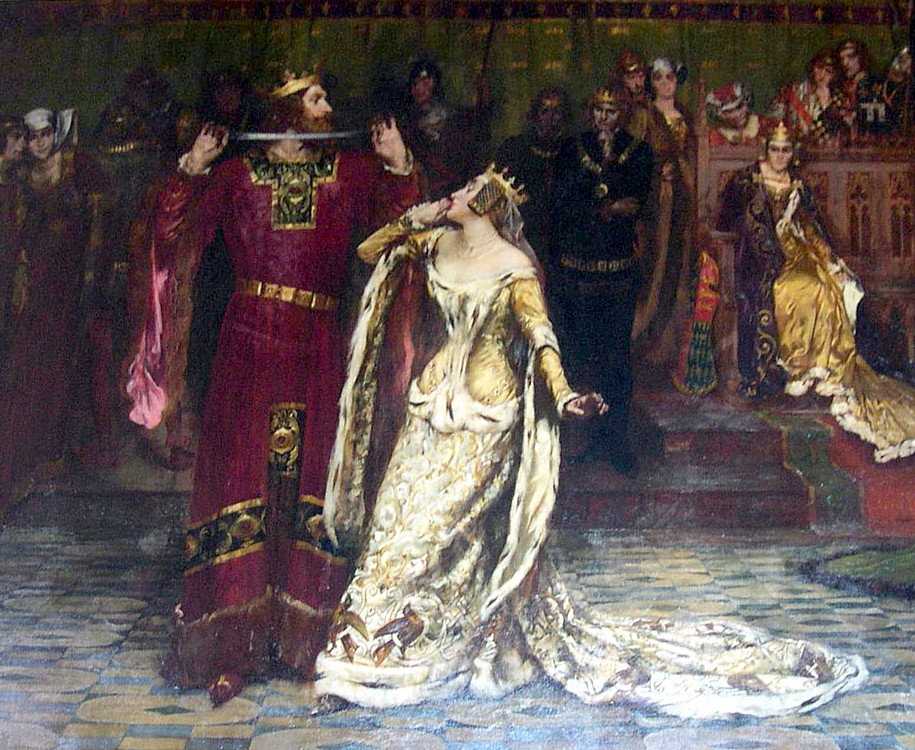
ソールズベリー伯爵夫人ジョアンが落としたガーターをエドワード3世が拾い上げたという逸話を描いた絵画（1901年、アルバート・シュヴァリエ・タイラー画）

ガーター勲章の母体であるガーター騎士団の設立時期については1344年1月にエドワード3世がウィンザーで円卓を使用した饗宴を催した際に「アーサー王と円卓の騎士」の故事に基づいてフランスとの百年戦争への団結を深めたという出来事を発端とする1344年説と、1348年8月にエドワード3世が、自身と長男のエドワード黒太子および24名の騎士によって騎士団を編成し、ウインザー城に召集した出来事を設立と見なす1348年説があるが、近年では1348年説が歴史学者の間で有力視されているという。（24名の創立メンバーの騎士はen:Order_of_the_Garter#List_of_Founder_Knightsおよびブルージュ・ガーター・ブックを参照）
この騎士団設立の経緯については次の逸話が知られている。エドワード3世が舞踏会でソールズベリー伯爵夫人ジョアン（後のエドワード黒太子妃）とダンスを踊っていたとき、伯爵夫人の靴下止め（ガーター）が外れて落ちたが、これは当時恥ずかしい不作法とされていたので、周囲から嘲笑された。しかしエドワード3世はそれを拾い上げ「悪意を抱く者に災いあれ（Honi soit qui mal y pense）」と言って自分の左足に付けたというものである。
しかしこの逸話は伝説に過ぎないともいわれ、エドワード3世がフランス王を名乗ることを「悪」と主張する者に対してエドワード3世が「災いあれ」といったのが始まりとする逸話もある。また、聖ジョージ（聖ゲオルギウス）が竜から姫を助けたという伝説にちなみ、リチャード獅子心王が十字軍の時に戦場でガーターを付け、部下にもつけさせた故事からきたとする説もある。エドワード3世は聖ジョージを好み、イングランドの守護聖人とした人物なので、これらからガーター勲章を考案したとも考えられている。
金羊毛騎士団の創設は1429年であり、ガーター騎士団の創設はそれに81年先立っている。ヨーロッパの現存騎士団の中で最古の歴史を誇っている。
- ガーター騎士団創設者イングランド王エドワード3世（ウィリアム・ブルージェス（英語版）作）。
- ソールズベリー伯爵夫人ジョアン。彼女がガーターを落として笑われたのをエドワード3世がかばったのが始まりという。

### 儀礼の定式化
創立時よりガーター騎士は王と皇太子を含めて26名であり、最初のメンバーは国王エドワード3世以下の13名とエドワード黒太子以下の13名の2組に分けられていた。その後、16世紀前期にヘンリー8世によってガーター騎士団の儀礼の定式化が進められ、騎士団員は国王と皇太子と24名の勲爵士に限定された。当初国王と皇太子以外の王族は24名の勲爵士と別枠ではなかったが、18世紀後半、ジョージ3世に王子がたくさんあったことから臣民への授与の圧迫を避けるために別枠となった。後述する外国君主への授与も別枠である。

### 外国人団員への剥奪と復帰
敵国君主の剥奪は第一次世界大戦からはじまった慣習である。大戦で敵方となったドイツ皇帝ヴィルヘルム2世以下ドイツ諸侯やオーストリア皇帝フランツ・ヨーゼフ1世について、戦争の長期化に伴う世論の反発を受けて、1915年5月、ジョージ5世の命によりバナーが撤去された。しかし、将来的な和解への期待から、「プレートは歴史の記録である」と述べて、プレートの撤去は行われなかった。同様に、第二次世界大戦でも敵国となった日本の昭和天皇とイタリア国王ヴィットーリオ・エマヌエーレ3世のバナーが撤去され、プレートのみが残された。
これらのうち、ドイツ諸侯、オーストリア、イタリアの各国は、戦後、君主制が廃止されたため、二度と復帰することは無かったが、日本においては皇室が存続した状態で英国との国交が復活したため、昭和天皇の騎士団員としての資格が問題になった。昭和天皇がガーター勲章を佩用したのは1929年（昭和4年）に授与された時のみで、戦後しばらくは具体的な問題は発生していなかった。初めて問題となったのは1961年（昭和36年）11月、アレクサンドラ王女訪日の時だった。この時の会談に際して昭和天皇が剥奪されているガーター勲章を佩用できるのかが問題となった。イギリス王室に直接問い合わせたところ、ガーター勲章を佩用することに了解があったので昭和天皇はガーター勲章を佩用してアレクサンドラ王女と会談した。昭和天皇はガーター勲章を剥奪されたのに佩用できるという特殊な状態になり、これはガーター騎士団の長い歴史においても前例がないことだった。これが昭和天皇のガーター勲爵士の地位を復活させる議論が起きるきっかけとなった。その後も1962年（昭和37年）の秩父宮妃訪英、1969年（昭和44年）のマーガレット王女訪日などで日本皇室と英国王室の友好が深まる中、ついに昭和天皇の訪英に先立つ1971年（昭和46年）4月7日に至ってイギリス王室は「剥奪された天皇の名誉を全て回復させる」という宣言を発した。これにより昭和天皇は正式にガーター騎士団員の地位を取り戻し、1971年5月22日からセント・ジョージ・チャペルに再び菊花紋章のバナーが掲揚されることになった。一度剥奪されて名誉回復を果たした外国君主は騎士団600年余の歴史の中でも昭和天皇のみである。
- 1891年画、ヴィルヘルム2世（大綬をかけ、星章を佩用）
- 1896年画、フランツ・ヨーゼフ1世（大綬をかけ、星章を佩用）

### 女性への授与
当初、女性も女性団員（Lady Companion）として勲爵士になることができたが、ヘンリー8世による定式化により女性君主以外の女性にはガーター勲章は与えられないこととなった。再び君主以外の女性にガーター勲章が授与されるようになるのは20世紀初頭のエドワード7世の時代になってのことである。ただし、女性団員は24名の勲爵士とは別枠で、バナーは掲げられるが、ヘルメットと剣の代わりに王冠が飾られる。また、プレートも飾られない。
第二次世界大戦中の1944年9月、ジョージ6世は英国亡命から帰国するオランダ女王ウィルヘルミナを正式なガーター騎士団員に叙し、史上初めて外国人女性君主にガーター勲章が授与された。この際、女性団員の例にならい、バナーと王冠のみが飾られることとなった。以後、近代以降の女性君主も同様になっている。
- 1911年頃画、メアリー王妃
- 1986年撮影、エリザベス王太后

### 役職者

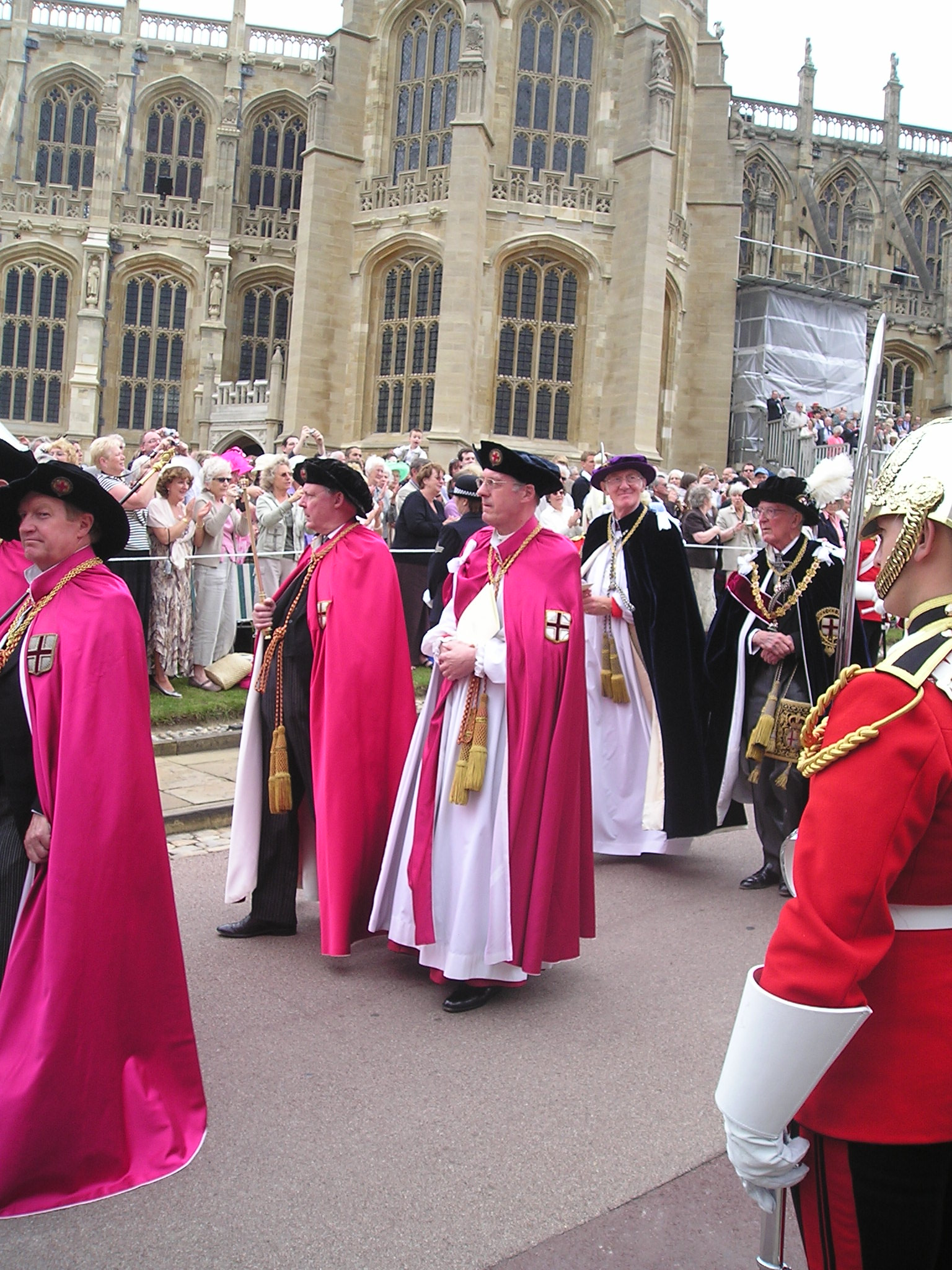
セント・ジョージ・チャペルまで行進するガーター騎士団役職者たち。左からセクレタリー、黒杖官、ガーター主席紋章官、レジスター、プレラッテ、チャンセラー

ガーター騎士団には5つの役職ポストがある。プレラッテ（Prelate）、チャンセラー（Chancellor）、レジスター（Register）、ガーター主席紋章官、アッシャー（Usher）の5つである。
- プレラッテは、ガーター騎士団創設期のウィンチェスター司教（英語版）ウィリアム・エディントン（英語版）以来、歴代のウィンチェスター司教・主教が務めている[37]。
- チャンセラーは、ガーター騎士の一人が就任する。かつてはソールズベリー主教やオックスフォード主教（英語版）が務めた。
- レジスターは、1558年以来、ウィンザー主席司祭（英語版）が務める[37]。叙任式の際、新しい騎士の名前を読み上げる役職者[13]。
- ガーター主席紋章官は、ガーター騎士の紋章を統括する紋章官。1415年にウィリアム・ブルージュ（英語版）紋章官が就任したことに始まる[38]。現在は、紋章院の上席筆頭紋章官の充て職になっている。叙任式では、新騎士の左足にガーターをはめる役割を負う[10]。
- アッシャーは、貴族院の黒杖官が兼務する[37]。

現在の役職者
1. （プレラッテ）   - フィリップ・モンステファン（英語版）（ウィンチェスター司教（英語版））
2. （チャンセラー）- マニンガム＝ブラー女男爵イライザ・マニンガム＝ブラー
3. （レジスター）   - クリストファー・コックスワース（英語版）（ウィンザー主席主祭）
4. （主席紋章官）   - デイヴィッド・ホワイト
5. （アッシャー）   - サラ・クラーク（英語版）,OBE（黒杖官）
6. （セクレタリー）- ステファン・セグレイブ

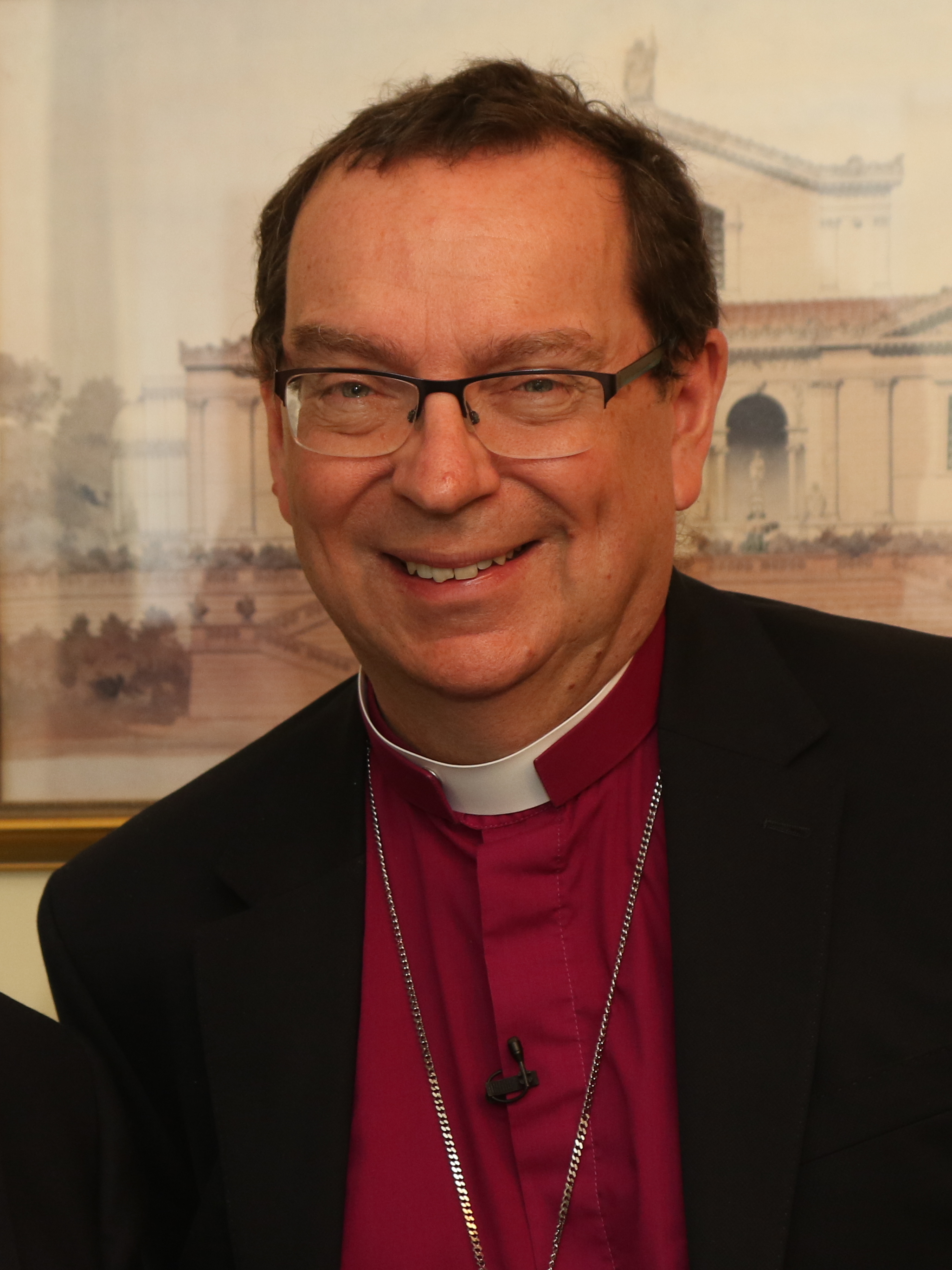
（プレラッテ）フィリップ・モンステファン（英語版）
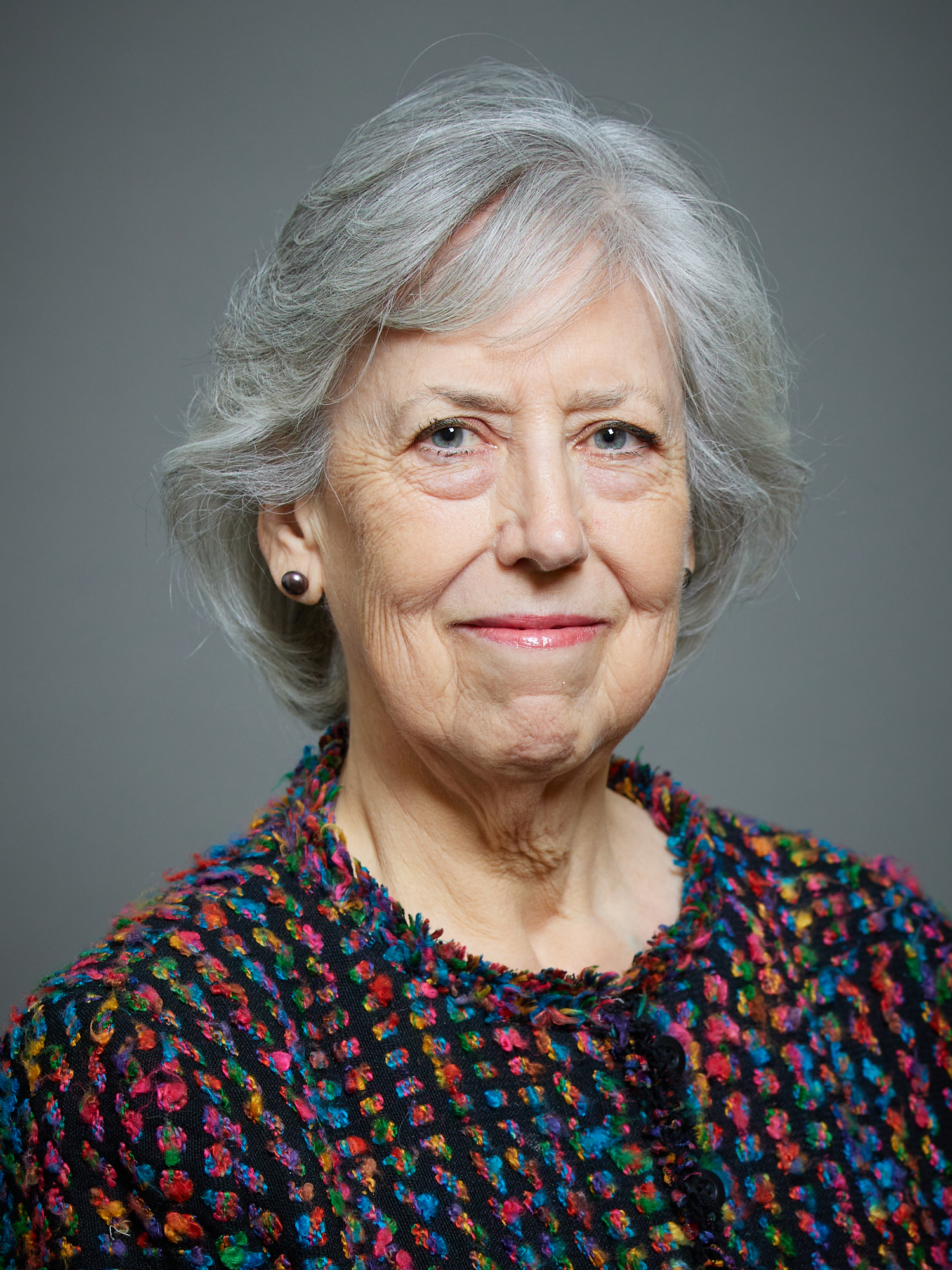
（チャンセラー）マニンガム＝ブラー女男爵イライザ・マニンガム＝ブラー
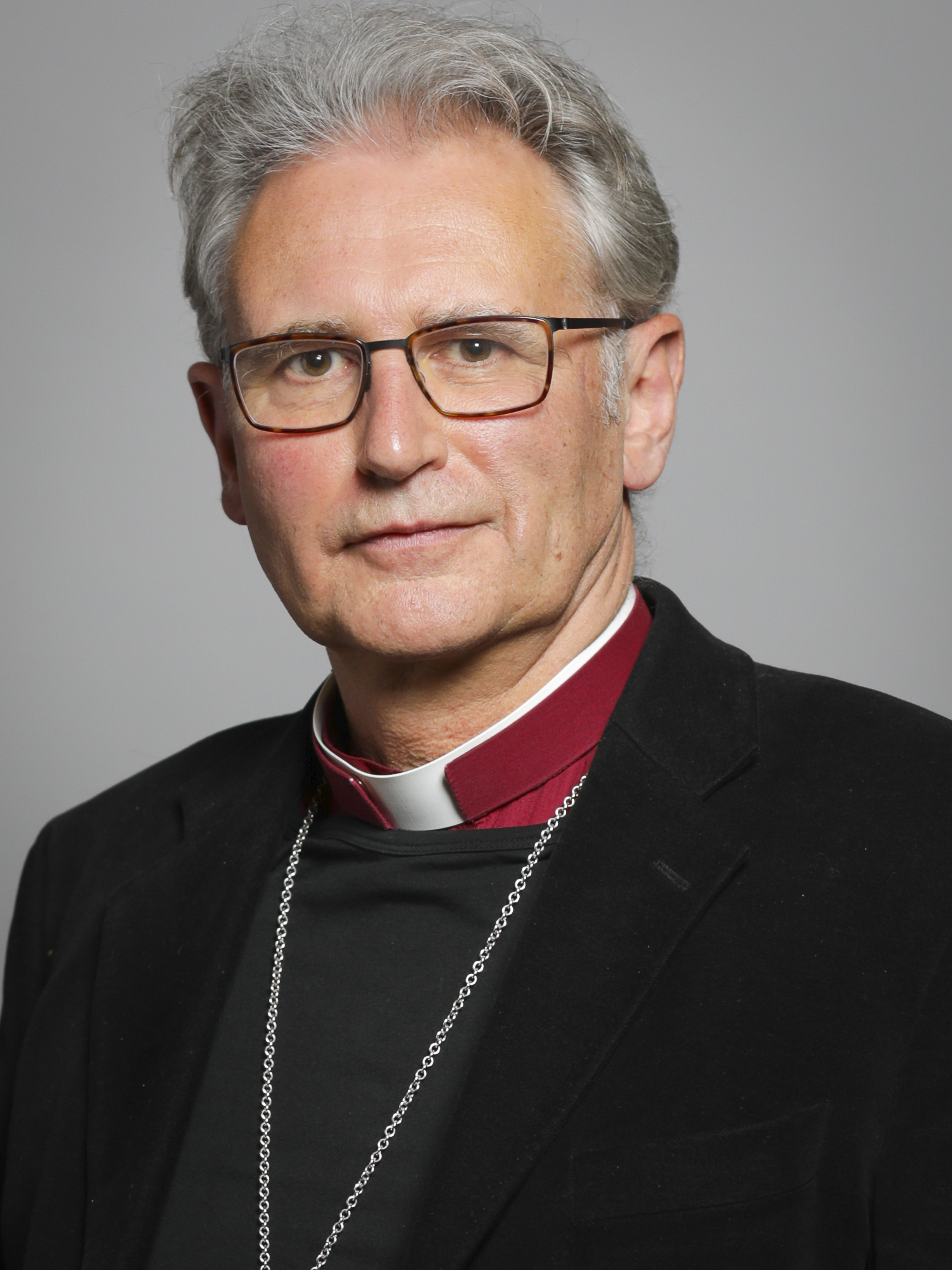
（レジスター）クリストファー・コックスワース（英語版）
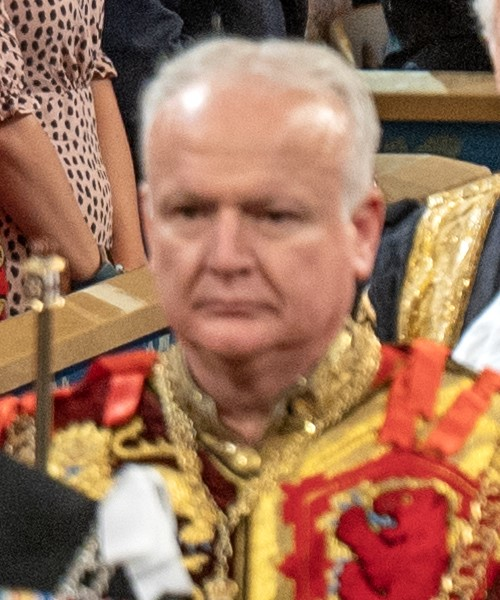
（主席紋章官）デイヴィッド・ホワイト
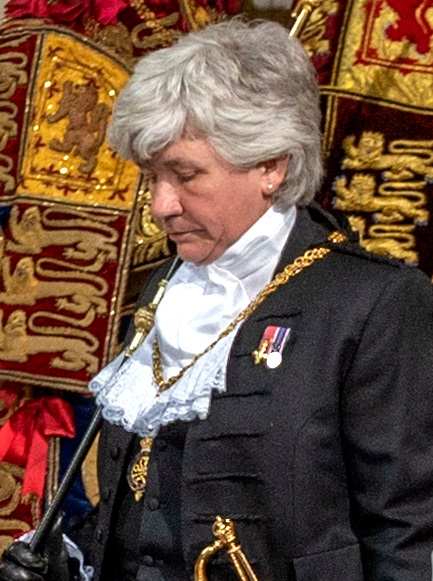
（アッシャー）サラ・クラーク（英語版）

## 外国人への叙勲

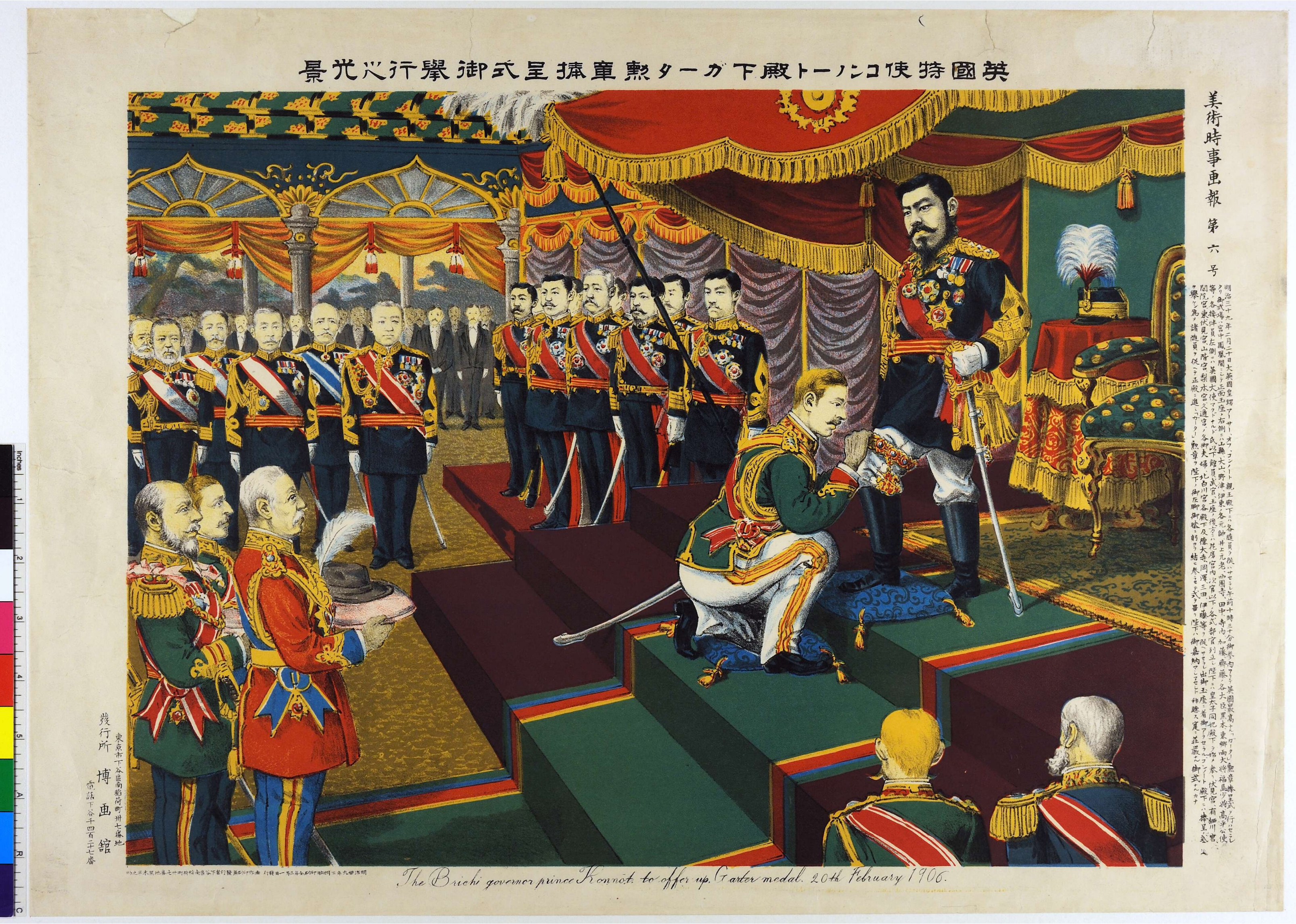
ガーター勲章をコノート公爵アーサーより伝達される明治天皇（1906年）。この時コノート公は誤ってピンで自分の指を傷付け出血したが、何事もなかったように式を続け、天皇も気付かない振りをした。天皇は式が終わった後、コノート公の落ち着きを称えた。

2024年6月現在の外国人保持者は、デンマークのマルグレーテ2世前女王、スウェーデンのカール16世グスタフ国王、スペインのフアン・カルロス1世前国王、オランダのベアトリクス前女王、日本の明仁上皇、ノルウェーのハーラル5世国王、スペインのフェリペ6世国王、オランダのウィレム＝アレクサンダー国王、日本の今上天皇の9名であり、明仁上皇、今上天皇以外はヨーロッパのキリスト教徒の君主である。
ガーター勲章の外国人への叙勲は、原則としてキリスト教徒であるヨーロッパの君主制国家の君主に限られており、ヨーロッパ以外の国の君主や非キリスト教徒の君主に対しては、その国やその君主がイギリスや英国王室と深い友好関係にある場合に限り例外的に贈られている。また、共和制国家の元首に対して贈られた例はない。
かつては国王や女王と血縁関係にある外国貴族、或は皇太子、摂政などにも授与されていたが、1952年にエリザベス2世が女王に即位して以降は君主という条件に関して例外はなく、ヨーロッパの君主制国家の君主でも在位期間が短いと授与されない。そして、これら資格を満たさないとされる外国君主および重要な共和制国家の元首にはロイヤル・ヴィクトリア頸飾が贈られ、外国皇太子にはロイヤル・ヴィクトリア勲章のナイト・グランド・クロス又はデーム・グランド・クロスが贈られる。更に、ロイヤル・ヴィクトリア頸飾の外国君主より格下とされる国の君主や共和制国家の元首には、バス勲章や聖マイケル・聖ジョージ勲章のナイト・グランドクロスがその格に応じて贈られる。
非キリスト教徒への叙勲は1856年に訪英したオスマン帝国皇帝アブデュルメジト1世が最初であり、アジアでは1873年に訪英したペルシャ皇帝ナーセロッディーン・シャーが最初である。
日本に対しては、日英同盟の関係から1906年（明治39年）に明治天皇が東アジアの国の元首として初めて贈られた。明治天皇にガーター勲章が贈られたのは外相第5代ランズダウン侯爵ヘンリー・ペティ＝フィッツモーリスの推挙による。日露戦争が日本優位に進む中の1905年（明治38年）に日英同盟の更新を決意したランズダウン侯がバルフォア首相の許可も得て、日本との関係を強化する一環として天皇へのガーター勲章授与を国王エドワード7世に上奏した結果、実現した。保守党政権は直後に失脚し、自由党政権に代わったが、1906年の日本への初めてのガーター勲章使節団の7名には、コノート公アーサー・アルバートのほか、アルジャーノン・ミットフォードもマイルズ・ランプソンも含まれていた。
明治天皇以後の歴代天皇も授与されている。大正天皇は1912年（大正元年）、昭和天皇が1929年（昭和4年）にそれぞれ叙勲されたが、第二次世界大戦中は敵国となったため昭和天皇の名前が騎士団の名簿から抹消され、バナーも撤去された。しかし、先述の通り1971年（昭和46年）10月の訪英時に復帰した。明仁上皇も天皇在位中の1998年（平成10年）、イギリス訪問時に叙勲された。今上天皇も2024年（令和6年）6月、国賓として英国を訪問した際に叙勲された。なお、歴代天皇もエドワード7世以降の歴代イギリス君主に対して、日本の最高勲章である大勲位菊花章頸飾を贈与している。
1974年8月27日にキリスト教徒のエチオピア前皇帝ハイレ・セラシエ1世（同年3月に廃位されて幽閉中だった）が崩御した後には、欧州外の外国君主でガーター騎士団に叙されているのは日本の天皇のみである。
- 騎士団の正装をしたプロイセン皇太子フリードリヒ（1863年撮影、後ドイツ皇帝・プロイセン王）
- 騎士団の正装をしたヘッセン大公ルートヴィヒ3世（1863年撮影）
- 騎士団の正装をしたイタリア国王ウンベルト1世を描いた肖像画（1873年ペドロ・アメリコ画）
- 騎士団の正装をしたザクセン国王アルベルト（1902年撮影）
- 1911年6月11日のガーターセレモニーでガーター騎士団員としてセント・ジョージ・チャペルまで行進するイギリス亡命中の元ポルトガル国王マヌエル2世
- 騎士団の正装をした日本の大正天皇（1912年頃撮影）
- 騎士団の正装をしたエチオピア皇帝ハイレ・セラシエ1世（1935年頃撮影）

## 現在の騎士団員
臣民の勲爵士は24人までに限定されている。王族や外国君主への授与はこれとは別枠になっている。
政治家による乱用防止のため、1946年以降ガーター勲章とシッスル勲章は、君主自らによって授与されるのが慣例となっている。

### 主権者（Sovereign）
| 肖像 | バナー | 紋章 | 名前 (生年) (在位)                             | 団員番号 |
| ---- | ------ | ---- | ---------------------------------------------- | -------- |
|      |        |      | 国王 チャールズ3世 (1948年 - ) (2022年即位 - ) | 920      |

### 王族の騎士団員（Royal Knights and Ladies Companion）
| 肖像 | バナー | 紋章 | 名前 (生年)                                      | 叙任日        | 団員番号 | 備考                      |
| ---- | ------ | ---- | ------------------------------------------------ | ------------- | -------- | ------------------------- |
|      |        |      | プリンス・オブ・ウェールズ ウィリアム (1982年 -) | 2008年4月23日 | 1000     | 国王の長男(王太子)        |
|      |        |      | ケント公 エドワード (1935年 -)                   | 1985年10月9日 | 966      | 前女王エリザベス2世の従弟 |
|      |        |      | プリンセス・ロイヤル アン (1950年 -)             | 1994年4月23日 | L9       | 前女王の長女              |
|      |        |      | グロスター公 リチャード (1944年 -)               | 1997年4月23日 | 984      | 前女王の従弟              |
|      |        |      | オギルヴィ令夫人 アレクサンドラ (1936年 -)       | 2003年4月23日 | L10      | 前女王の従妹              |
|      |        |      | ヨーク公 アンドルー (1960年 -)                   | 2006年4月23日 | 997      | 前女王の次男              |
|      |        |      | エディンバラ公 エドワード (1964年 -)             | 2006年4月23日 | 998      | 前女王の三男              |
|      |        |      | 王妃 カミラ (1947年 -)                           | 2022年1月1日  | L11      | 国王チャールズ3世の王妃   |
|      |        |      | グロスター公爵夫人 バージット (1946年 -)         | 2024年4月23日 | L12      | グロスター公夫人          |

### 外国人の騎士団員（Stranger Knights and Ladies Companion）
| 肖像 | バナー | 紋章 | 名前 (生年) （在位）                                                    | 叙任日         | 団員番号 |
| ---- | ------ | ---- | ----------------------------------------------------------------------- | -------------- | -------- |
|      |        |      | デンマーク前女王 マルグレーテ2世 (1940年 -) (1972年即位 - 2024年退位)   | 1979年5月16日  | L7       |
|      |        |      | スウェーデン国王 カール16世グスタフ (1946年 -) (1973年即位 - 在位中)    | 1983年5月25日  | 963      |
|      |        |      | スペイン前国王 フアン・カルロス1世 (1938年 -) (1975年即位 - 2014年退位) | 1988年10月17日 | 970      |
|      |        |      | オランダ前女王 ベアトリクス (1938年 -) (1980年即位 - 2013年退位)        | 1989年6月28日  | L8       |
|      |        |      | 日本上皇 明仁 (1933年 -) (1989年即位 - 2019年退位)                      | 1998年5月26日  | 985      |
|      |        |      | ノルウェー国王 ハーラル5世 (1937年 -) (1991年即位 - 在位中)             | 2001年5月30日  | 990      |
|      |        |      | スペイン国王 フェリペ6世 (1968年 -) (2014年即位 - 在位中)               | 2017年7月12日  | 1009     |
|      |        |      | オランダ国王 ウィレム＝アレクサンダー (1967年 -) (2013年即位 - 在位中)  | 2018年10月23日 | 1012     |
|      |        |      | 日本天皇 徳仁 (1960年 -) (2019年即位 - 在位中)                          | 2024年6月25日  | 1022     |

### 臣民の騎士団員（Knights and Ladies Companion）
| 肖像                     | バナー | 紋章 | 名前 (生年)                                                          | 叙任日        | 団員番号 | 備考 |
| ------------------------ | ------ | ---- | -------------------------------------------------------------------- | ------------- | -------- | --- |
|                          |        |      | 第5代アバコーン公爵 ジェイムズ・ハミルトン (1934年 -)                | 1999年4月23日 | 986      | 庶民院議員(1964年 - 1970年) 貴族院議員(世襲貴族)(1979年 - 1999年) 王室家政長官(2001年 - 2009年) ガーター騎士団長(2012年 - )                          |
|                          |        |      | バトラー男爵 ロビン・バトラー (1938年 -)                             | 2003年4月23日 | 992      | 首相第一個人秘書(1979年 - 1985年) 貴族院議員(一代貴族)(1998年 -)                                                                                     |
|                          |        |      | サー・ジョン・メージャー (1943年 -)                                  | 2005年4月23日 | 994      | 首相(1990年 - 1997年) 財務大臣(1989年 - 1990年) 庶民院議員(1979年 - 2001年)                                                                          |
|                          |        |      | ルース男爵 リチャード・ルース (1936年 -)                             | 2008年4月23日 | 999      | 宮内長官(2000年 - 2006年) ジブラルタル総督(1997年 - 2000年) 芸術担当大臣(1985年 - 1990年) 庶民院議員(1971年 - 1992年) 貴族院議員(一代貴族)(2000年 -) |
|                          |        |      | フィリップス男爵 ニコラス・フィリップス (1938年 -)                   | 2011年4月23日 | 1002     | 首席常任上訴法服貴族(2008年 - 2009年) 連合王国最高裁判所長官(2009年 - 2012年) 貴族院議員(法服貴族)(1999年 - 2009年、2012年-)                         |
|                          |        |      | スターラップ男爵 ジョック・スターラップ (1949年 -)                   | 2013年4月23日 | 1004     | 空軍元帥 空軍参謀総長(2003年 - 2006年) 統合参謀総長(2006年 - 2010年) 貴族院議員(一代貴族)(2010年 - )                                                 |
|                          |        |      | マニンガム＝ブラー女男爵 イライザ・マニンガム＝ブラー (1948年 -)     | 2014年4月23日 | 1005     | ディルホーン子爵家出身 MI5長官(2002年 - 2007年) 貴族院議員(一代貴族)(2008年 - )                                                                      |
|                          |        |      | キング男爵 マーヴィン・キング (1948年 -)                             | 2014年4月23日 | 1006     | 経済学者 イングランド銀行総裁(2003年 - 2013年) 貴族院議員(一代貴族)(2013年 - )                                                                       |
|                          |        |      | 第5代シャトルワース男爵 チャールズ・ケイ＝シャトルワース (1948年 -)  | 2016年4月23日 | 1007     | ランカスター公領会議議長(1998年-2006年) ランカシャー統監(1997年-) 貴族院議員(世襲貴族)(1975年-1999年)                                                |
|                          |        |      | レディ・メアリー・フェーガン (1939年 -)                              | 2018年4月23日 | 1010     | ウィンチェスター大学学長 ハンプシャー統監(1994年-2014年)                                                                                             |
|                          |        |      | 第3代ブルックバラ子爵 アラン・ブルック (1952年 -)                    | 2018年4月23日 | 1011     | 貴族院議員(世襲貴族)(1987年-現在) ファーマナ統監(2012年-現在)                                                                                        |
|                          |        |      | レディ・メアリー・ピーターズ (1939年 -)                              | 2019年2月27日 | 1013     | 五種競技・砲丸投のアスリート 1972年ミュンヘン五輪五種競技金メダリスト                                                                                |
|                          |        |      | 第7代ソールズベリー侯爵 ロバート・ガスコイン＝セシル (1946年 -)      | 2019年2月27日 | 1014     | 貴族院議員(世襲貴族・一代貴族)(1992年-現在) 王璽尚書・貴族院院内総務(1994年-1997年)                                                                  |
|                          |        |      | アモス女男爵 ヴァレリー・アモス (1954年 -)                           | 2022年1月1日  | 1015     | 貴族院議員(一代貴族)(1997年-現在) 枢密院議長・貴族院院内総務(2003年-2007年)                                                                          |
|                          |        |      | サー・トニー・ブレア (1953年 -)                                      | 2022年1月1日  | 1016     | 首相(1997年-2007年) 庶民院議員(1983年-2007年) |
|                          |        |      | アップホーランドのアシュトン女男爵 キャサリン・アシュトン (1956年 -) | 2023年4月23日 | 1017     | 欧州連合外務・安全保障政策上級代表(2009年-2014年) 貴族院院内総務 枢密院議長(2007年-2008年)                                                           |
|                          |        |      | バーンズのパッテン男爵 クリストファー・パッテン (1944年 -)           | 2023年4月23日 | 1018     | 香港総督(1992年-1997年) 庶民院議員(1979年-1992年) 貴族院議員(2005年-)                                                                                |
|                          |        |      | ピーチ男爵 ステュアート・ピーチ                                      | 2024年        | 1019     | 空軍元帥 統合参謀総長 副統合参謀総長 |
|                          |        |      | カッカー男爵 アジャイ・カッカー                                      | 2024年        | 1020     | 裁判官任命委員会委員長 |
|                          |        |      | ロイド=ウェバー男爵 アンドルー・ロイド・ウェバー                     | 2024年        | 1021     | 作曲家（EGOT受賞経験者） |
| 空席4席（2025年5月現在） |        |      |                                                                      |               |          | |